# Hans Breinlinger

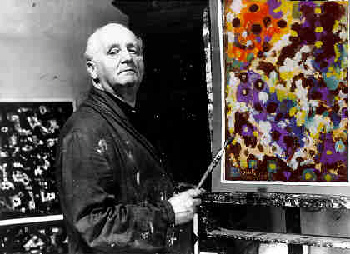
Hans Breinlinger (1958)

Hans Breinlinger (* 8. Juli 1888 in Konstanz; † 10. Februar 1963 in Konstanz) war ein deutscher Maler, Fotograf und Grafiker. Im Umkreis von Konstanz schuf Breinlinger über 80 Glasfenster und zahlreiche Kreuzwegstationen.

## Leben

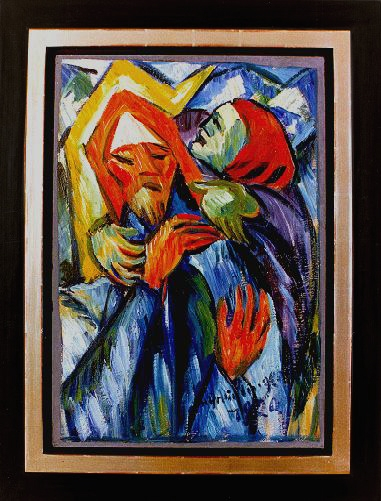
Der Judaskuss (1920)

1903 bis 1905 absolvierte Breinlinger eine Lehre als Fotograf und Retuscheur. Bis 1908 arbeitete er als Fotograf in Nürnberg, Freiburg im Breisgau, Lausanne, Boulogne-sur-Mer, Paris und Stuttgart. Er kehrte 1909 nach Konstanz zurück und nahm ab 1911 ein Studium an der Großherzoglichen-Badischen Akademie der Bildenden Künste in Karlsruhe auf. Sein Malstil wurde dort von Wilhelm Trübner beeinflusst. Von März 1915 bis Ende 1918 nahm er am Ersten Weltkrieg teil.
Anfang der 1920er-Jahre lernte er die Schriftstellerin Alice Berend kennen, heiratete sie 1926 in London und zog mit ihr nach Berlin. Breinlinger fand durch seine Ehefrau, deren jüngere Schwester Charlotte Berend-Corinth und seinen Schwager Lovis Corinth Zugang zu der Berliner Gesellschaft. 1933 wurden die Bücher Alice Berends von den Nationalsozialisten auf die „Liste des schädlichen und unerwünschten Schrifttums“ gesetzt. Im selben Jahr ließ er sich von Alice Berend scheiden. Da sie als Jüdin verfolgt wurde, emigrierte sie 1935 nach Italien.
1943 wurden Wohnung und Atelier in Berlin ausgebombt und Breinlinger kehrte nach Konstanz zurück. Seit 1948 war er als Konservator der Städtischen Wessenberg-Galerie in Konstanz tätig. 1947 wurde er Vorstandsmitglied und Ausstellungsleiter des Kunstvereins Konstanz und ab 1951 war er Vorstandsmitglied der Sezession Oberschwaben-Bodensee.
In Breinlingers Spätwerk finden sich nahezu alle Stilmittel und Themen der vorangegangenen Schaffensphasen wieder. Hinzu kommen, vom Stillleben ausgehend, gegenstandslose Bilder.

## Werk

### Frühwerk
Breinlingers Frühwerk, Landschaften, Porträts, Stillleben und Bilder mit religiösen Themen, ist geprägt von leuchtender Farbigkeit, gemalt mit breitem Pinsel, dem Spachtel oder den Fingern. Anfangs von seinem Lehrer Wilhelm Trübner beeinflusst, bildete sich bald ein Stil heraus, der seiner impulsiven Lebensfreude und dem Hang zu Mystik und „Urreligion“ entsprang (z. B. Der brennende Dornbusch, 1919). Nach seiner Rückkehr nach Konstanz kam er zur Künstlergruppe Breidablik.

### Die 1920er Jahre

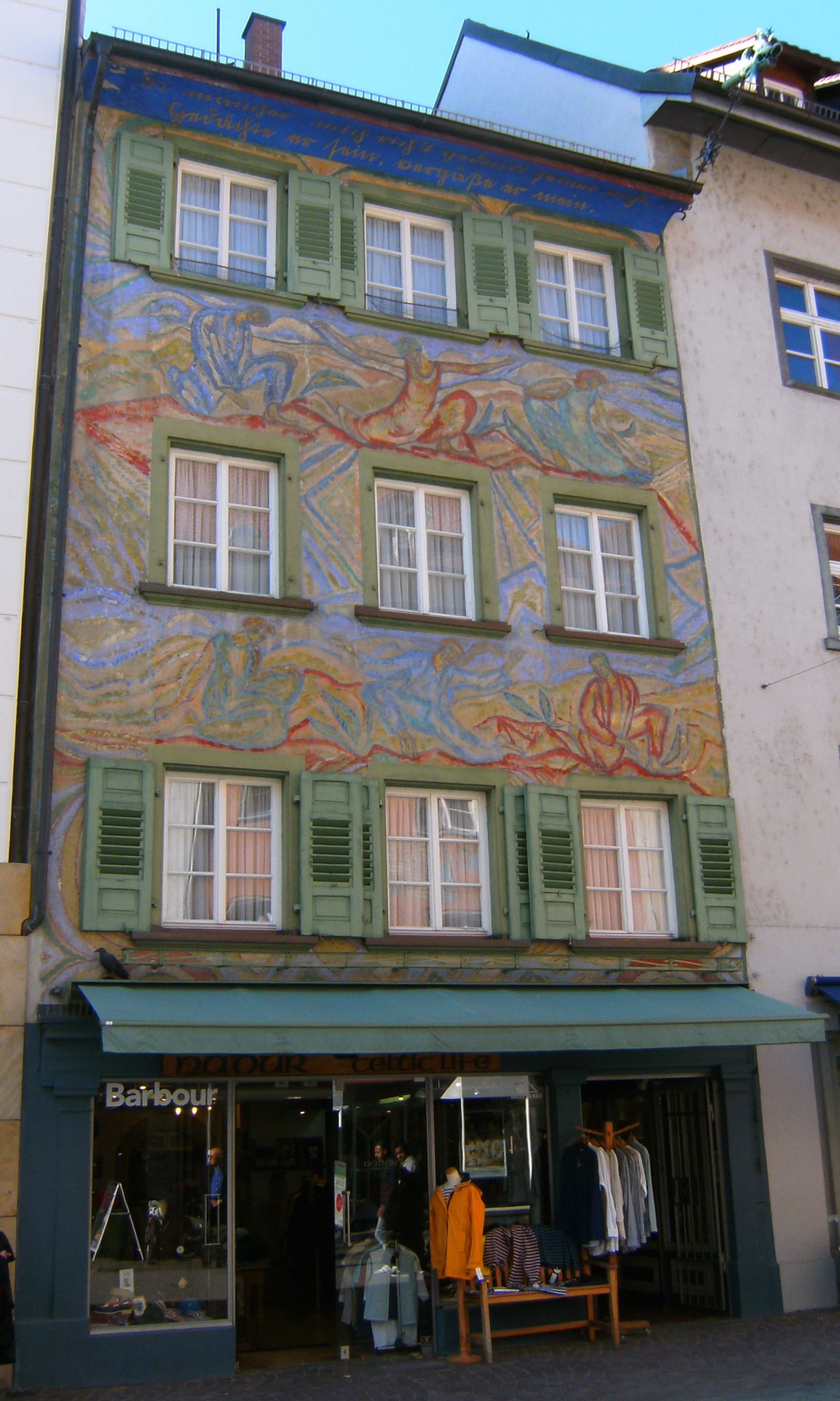
Fassade des Hauses Hussenstraße 18 in Konstanz, gestaltet durch Hans Breinlinger

1921 hatte er seine erste Einzelausstellung.
Er schuf ab 1922 die Fassade des Hauses Hussenstraße 18 in Konstanz vom ersten Obergeschoss bis zum dritten Obergeschoss, bis zum Dachbeginn, in expressionistischer Wirkung und im anthroposophischen Gedankengut.
1923 bis 1924 unternahm er Studienreisen nach Holland, Italien, Wien, Paris und London. 1924 kaufte die Stadt Konstanz sein Gemälde ’Mutter mit Kind, das 1937 als „entartet“ beschlagnahmt wurde und seither verschollen ist.
Ende der 1920er Jahre, konfrontiert mit dem Kunstbetrieb in Berlin, wandeln sich Breinlingers Bilder: die Farben werden blasser, die Malweise wird feiner, die Flächen lösen sich in Punkte und Striche auf. Vorübergehend tritt die Landschaft zugunsten figürlicher Darstellung zurück. Die beiden Kunsthändler Justin Thannhauser und Alfred Flechtheim förderten ihn, und er nahm regelmäßig an der Juryfreien Kunstschau in Berlin teil.

### Kirchenkunst in den 1930er Jahren
Ab Anfang der 1930er Jahre erhielt er Aufträge für zahlreiche religiöse Monumentalwerke, die er als Mosaike, Glas- oder Wandmalerei ausführte.
1931 wurde er Vorstandsmitglied der Arbeitsgemeinschaft katholischer Künstler in Berlin und zur Berliner Bauausstellung eingeladen, ein Wandgemälde zu fertigen. 1932 durfte er als Nichtmitglied an der Berliner Secession teilnehmen. Auf der Weltausstellung 1933 in Chicago war er mit zwei Kreuzwegstationen vertreten. Während der 30er Jahre entstanden zahlreiche Kirchenfenster, Kreuzwegstationen, Altarbilder und Orgeldekorationen in Berliner Kirchen und in Schlesien.

### Zerstörungen und Verfemung
1937 wurden in der Nazi-Aktion „Entartete Kunst“  Bilder Breinlingers beschlagnahmt und vernichtet. Am 23. November 1943 wurde sein Berliner Atelier durch Bomben zerstört, und er zog zurück nach Konstanz. Die meisten seiner bis dahin entstandenen Werke der Kirchenkunst wurden im Zweiten Weltkrieg zerstört.

## Ehrungen
1958 wurde er mit dem Verdienstkreuz 1. Klasse der Bundesrepublik Deutschland ausgezeichnet. In Konstanz wurde eine Straße nach ihm benannt.
Das „Hans Breinlinger Museum“ befindet sich in der Galerie Knittel in Konstanz. Sein Grab befindet sich auf dem Hauptfriedhof Konstanz.

## Werke (Auswahl)

### 1937 als „entartet“ nachweislich beschlagnahmte und vernichtete Werke
- Mädchenkopf (Tempera; Städtische Kunsthalle Mannheim)

- Eltern und Tochter (Öl auf Leinwand, 75 × 97 cm, Wessenberg-Galerie Konstanz)

### Weiter Werke (Auswahl)
- 1920: Judaskuss, Öl/Karton, 70 × 48 cm, Hans-Breinlinger Museum Konstanz
- 1923: Die Mutter des Künstlers[2]
- 1927: Affe, Öl, 48 × 46 cm, Hans-Breinlinger Museum Konstanz
- 1930: Kreuzwegstationen, Öl/Ei-Tempera, 131 × 132 cm, Hans-Breinlinger Museum Konstanz
- 1931: Die Sünde, Öl auf Papier auf Holz, 68,5 × 50 cm; Museum Kunst der Verlorenen Generation, Salzburg[5]
- 1936: Dornengekrönter Christus, Öl, 68 × 50 cm, Hans-Breinlinger Museum Konstanz
- 1938: Altes oberschlesisches Bauernpaar[2]
- 1941: Männerporträt mit Hut, Öl auf Karton, 70 × 49 cm, 1941; Museum Kunst der Verlorenen Generation, Salzburg[6]
- 1941: Der Mahner, Ei/Tempera, 103 × 77 cm, Hans-Breinlinger Museum Konstanz
- 1948: Clown mit Spiegel, Öl, Tempera, 55 × 39 cm, Hans-Breinlinger Museum Konstanz
- 1956: Zwei Unheimliche, Ei/Tempera, 71 × 50 cm, Hans-Breinlinger Museum Konstanz
- 1958: Dornengekrönter Christus, Ei/Tempera, 68 × 48 cm, Hans-Breinlinger Museum Konstanz
- 1958: Der Urknall, Öl/Sand/Kasein, 82 × 54 cm, Berlin
- 1962: Landschaft am Fluss, Ei/Tempera, 57 × 44 cm, Hans-Breinlinger Museum Konstanz`
- 1962: Selbstbildnis mit Katze, Tempera/Hartfaserplatte, 82,5 × 60 cm, Wessenberg-Galerie, Konstanz

### Sakrale Kunst am Bau nach dem Zweiten Weltkrieg
Zunächst gestaltete er Kreuzwege und Kirchenfenster im Bodenseeraum:
- 1946: Immendingen
- 1947: Waldkirch
- 1952: Hornberg
- 1952: Meersburg
- 1953: Singen, St. Peter und Paul
- 1955: Lindau
- 1962: Konstanz-Wollmatingen, St. Martin
- 1962: Konstanz-Allmannsdorf, St. Georg

## Ausstellungen (Auswahl)

### Gruppenausstellungen
- 1919: Breitablik; Konstanz
- 1946: Pfälzische Sezession; Darmstadt, Ludwigshafen, Speyer
- 1947: Neue Gruppe; München
- 1948: Salon Peuser; Buenos Aires
- 1991: Südstadt Galerie; Westdeutsche Kunstmesse, Köln
- 2000: 7 Hügel – Bilder und Zeichen des 21. Jahrhunderts; Martin-Gropius-Bau, Berlin, Mai–Oktober 2000

### Einzelausstellungen
- Nachkriegszeit: Konstanz, Schaffhausen, Freiburg, Zürich, Fontainebleau[2]
- 1978: Hans Breinlinger zum Gedächtnis; Städtische Wessenberg-Galerie, Konstanz
- 1995: Signal Ausstellung; Signal-Haus, Dortmund
- 1996: Im Rhythmus des Pinsels; Villa Bosch, Radolfzell, 15. Mai bis 16. Juni 1996
- 1998: Religiöse Werke; Städtische Wessenberg-Galerie, Konstanz, 11. Oktober bis 22. November 1998
- 2008: Expression; Suzhou Museum, China, 10. September bis 10. Oktober 2008
- 2009: Bonsai meets Breinlinger; Bürgersaal am Stephansplatz, Konstanz, 25. Juli bis 2. August 2009